# Agassizsee

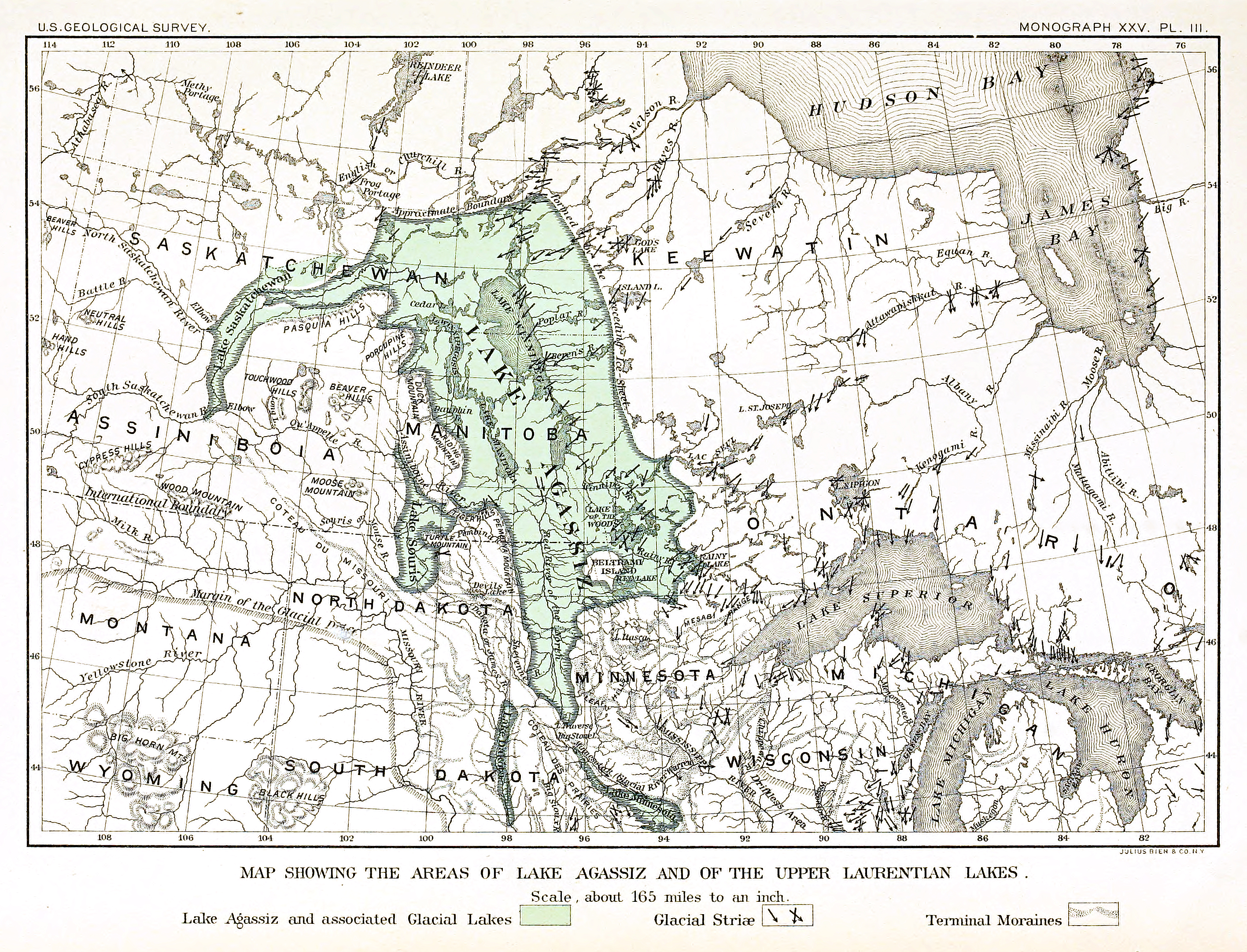
Die maximale Ausdehnung des Agassizsees, Karte von 1895

Der Agassizsee war ein prähistorischer See im zentralen Nordamerika am Ende der letzten Eiszeit (in Nordamerika Wisconsin glaciation genannt), dessen Fläche größer war als die der heutigen Großen Seen zusammengenommen. Er wurde erstmals 1823 von William H. Keating erwähnt und 1879 nach Louis Agassiz benannt, der die Entstehung des Sees aus Gletscherwasser erkannte. Der See wurde insbesondere von Warren Upham erforscht.

## Lage
Die heute vorhandenen Reste des ehemaligen Sees – von denen der Winnipegsee der größte ist (gefolgt vom Winnipegosis- und vom Manitobasee sowie dem Lake of the Woods) – dominieren die Geographie Manitobas. Während seiner Entstehung vor ca. 11.700 Jahren bedeckte er einen Großteil Manitobas, Saskatchewan, den Westen Ontarios, sowie den Norden Minnesotas und North Dakotas. In seiner größten Ausdehnung erstreckte er sich über eine Fläche von etwa 440.000 km2 und war damit größer als jedes heutige Binnengewässer einschließlich des Kaspischen Meeres.

## Abfluss des Sees und der Einfluss auf das Erdklima
Wie viele große Gletscherrandseen war der Agassizsee zu großen Teilen ein Eisstausee, der mehrmals innerhalb kurzer Zeit durch Gletscherläufe abfloss, die katastrophale Ausmaße erreichen konnten. Abschätzungen einzelner Flutereignisse ergeben Wasserabflussraten von 0,07 bis 0,64 Sverdrup (106 m3/s) für einzelne Ereignisse.
Der See hatte verschiedene Abflüsse in den River Warren, den Minnesota River (ein Teil des Mississippi River), in die Großen Seen und in westliche Richtung durch das Yukon-Territorium und Alaska. Während eines erneuten Gletscherwachstums vor 9900 Jahren verringerte der See seine Größe und zog sich hinter die heutige Grenze Kanadas zurück. Diese Ereignisse hatten einen signifikanten Einfluss auf das Erdklima, den Meeresspiegel und möglicherweise auf die damalige menschliche Besiedlung Nordamerikas. Klimatologen nehmen an, dass ein Hauptausbruch des Sees in die Großen Seen, den sich anschließenden Sankt-Lorenz-Strom und den Atlantik vor etwa 13.000 Jahren durch die großen Mengen an Süßwasser den Golfstrom unterbrach und für eine etwa ein Jahrtausend andauernde Abkühlung der Erde sorgte, die als die Jüngere Tundrenzeit bezeichnet wird. Der weltweite Meeresspiegel soll sich um 80 bis 220 Zentimeter gehoben haben.
Das letzte große Abflussereignis fand etwa 8400 Jahre BP statt, als der Agassizsee in die Hudson Bay abfloss. Auch dies hatte erhebliche klimatologische Folgen. Die anschließende Abkühlung ist in der Vegetationsentwicklung Europas durch Pollenanalysen als Misox-Schwankung gut zweihundert Jahre lang nachweisbar. Während der folgenden tausend Jahre trocknete der See weitgehend aus und hinterließ dabei unter anderen den Lake Winnipeg, den Lake Winnipegosis, den Manitobasee und den Lake of the Woods. Diese Seen schrumpfen wegen der postglazialen Landhebung noch heute langsam. Das Austrocknen des Sees geschah sehr schnell; unter Umständen dauerte es nur ein Jahr, wie aus Eisbohrkernen ersichtlich wurde.
Obwohl der See zusammen mit dem Eis, das ihn gespeist hatte, nahezu völlig verschwunden ist, hat er auf einer großen Fläche noch Spuren hinterlassen: Kilometerweit von jeglichem Wasser entfernte Strände sind offenkundige Spuren, die an vielen Stellen entlang des ehemaligen Ufers gefunden werden können. Täler von ehemaligen Zu- und Abflüssen sind heutige Flusstäler, u. a. die des Red River, des Assiniboine River und des Minnesota River.

## Unterschiedliche geologische Phasen

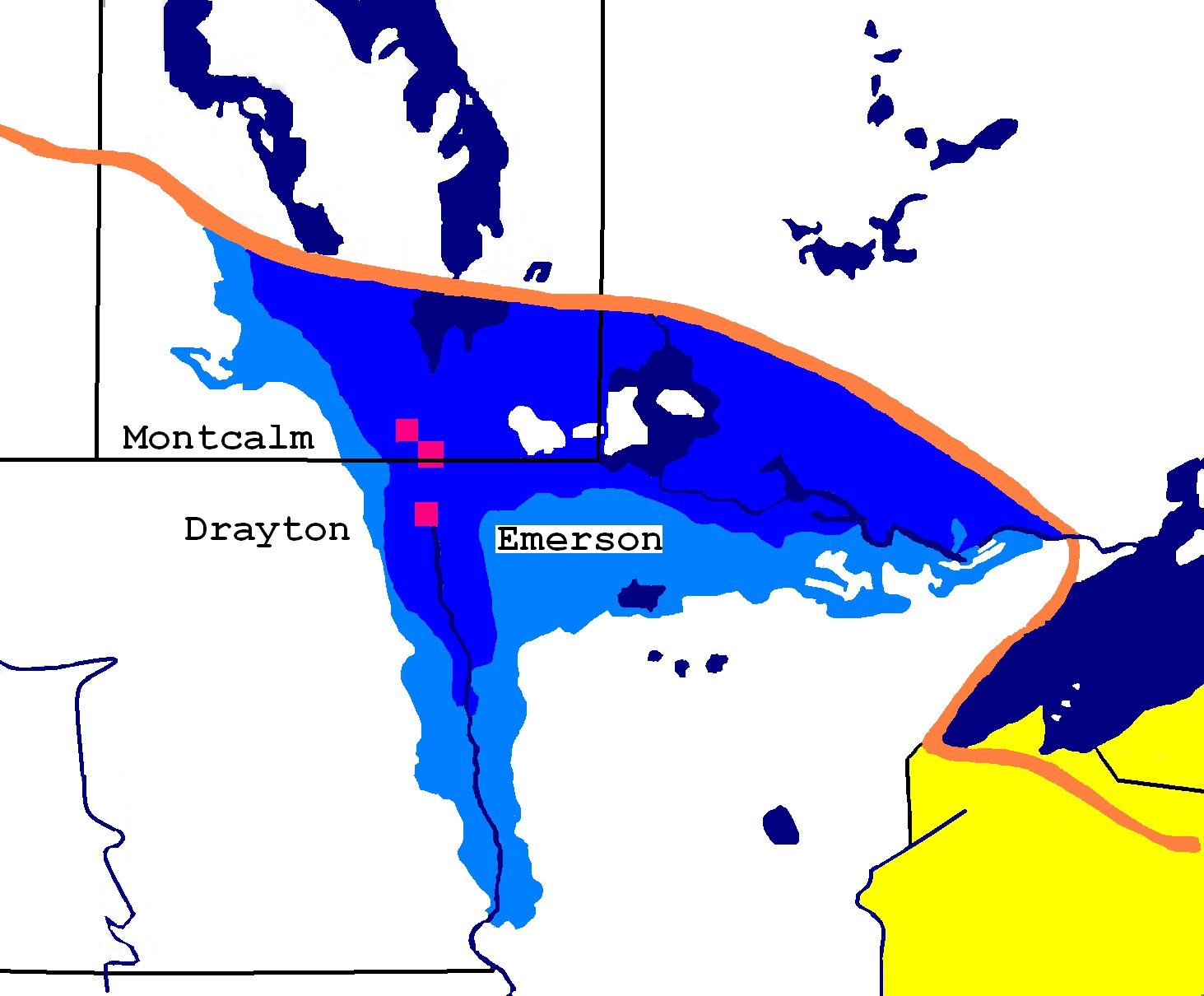
Die Lockhart Phase des Lake Agassiz, ca. 13,000 BP. Teller and Leverington, 2004 (U.S. Geological Survey)

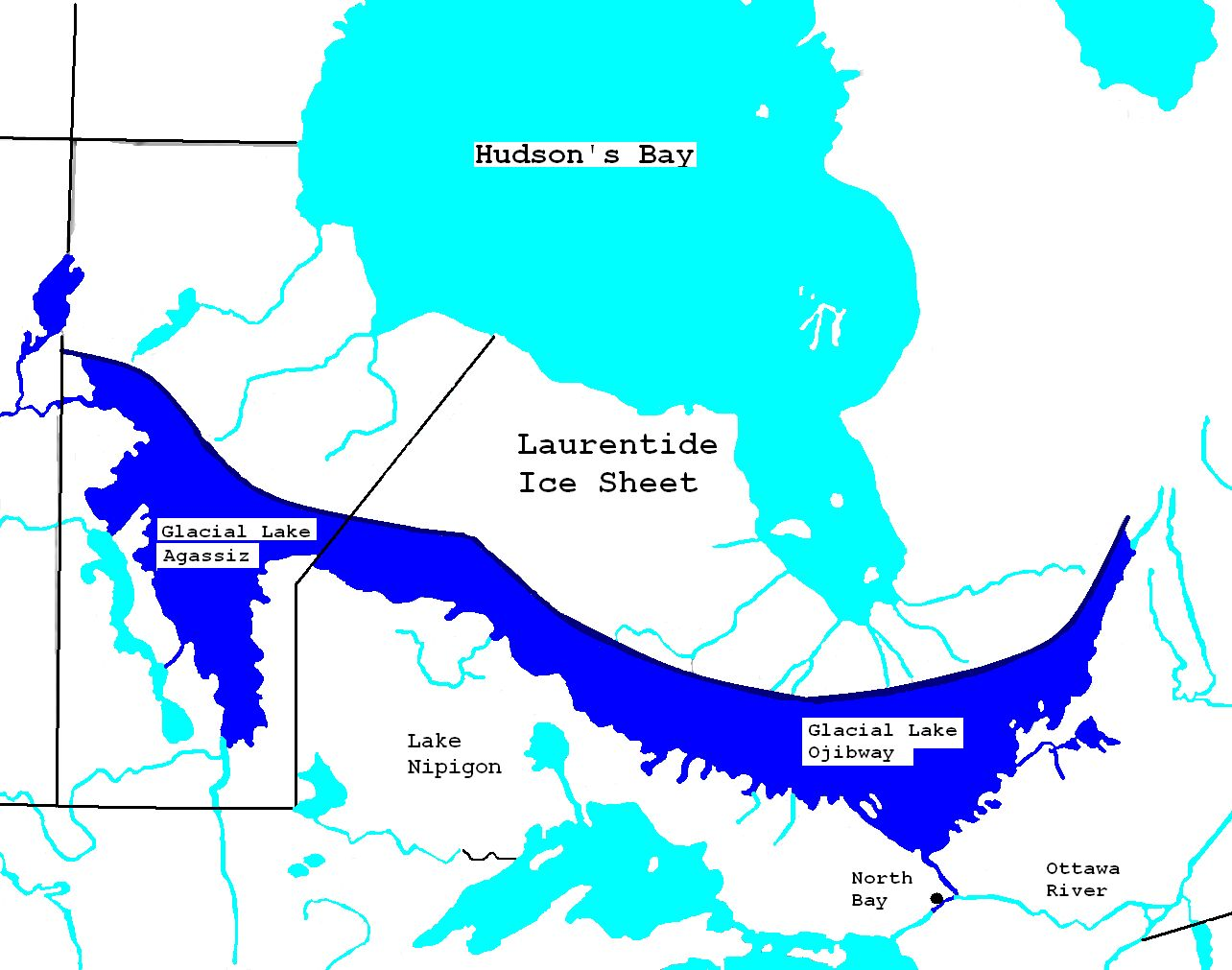
Karte der Vergletscherung am Lake Agassiz und Lake Ojibway ca. 7900 BP. Teller and Leverington, 2004 (U.S. Geological Survey)

- Lockhart Phase: 12,875–12,560 Before Present (BP) oder YBP
- Moorhead Phase: 12,560–11,690 BP
- Emerson Phase: 11,690–10,630 BP
- Nipigon Phase: 10,630–9,160 BP
- Ojibway Phase: 9,160–8,480 BP